# Lekkoatletyka na Igrzyskach Imperium Brytyjskiego 1950

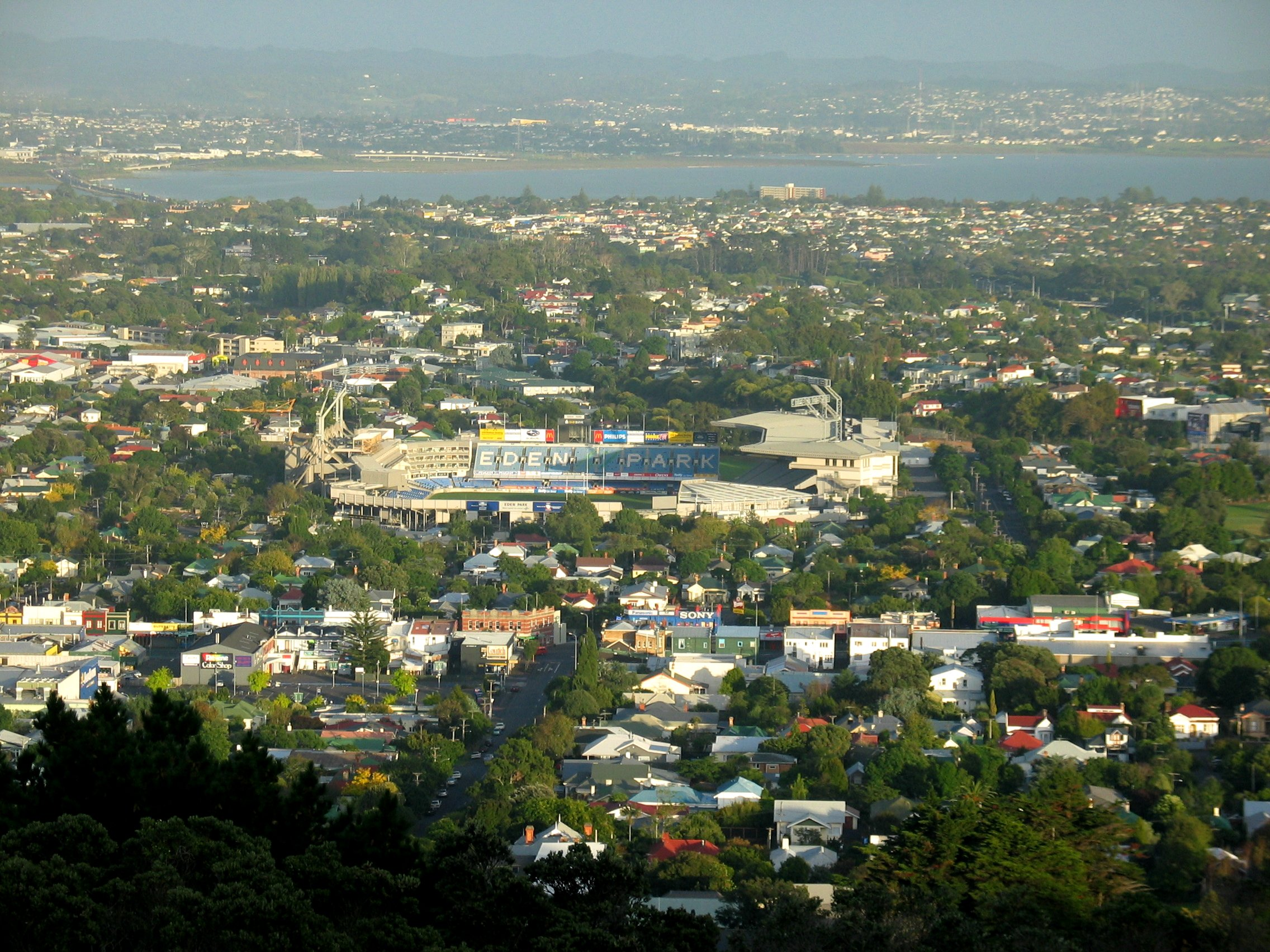
Eden Park

Lekkoatletyka na Igrzyskach Imperium Brytyjskiego 1950 – zawody lekkoatletyczne, które były rozgrywane na Eden Park w Auckland w Nowej Zelandii, Rozegrano 20 konkurencji męskich i 8 kobiecych.

## Rezultaty

### Mężczyźni
| Konkurencja:               | 1. miejsce                                                                 | Rezultat | 2. miejsce                                                          | Rezultat | 3. miejsce                                                                       | Rezultat |
| Bieg na 100 j              | John Treloar                                                               | 9,7 =    | Bill de Gruchy                                                      | 9,8      | Don Pettie                                                                       | 9,9      |
| Bieg na 220 j              | John Treloar                                                               | 21,5     | David Johnson                                                       | 21,8     | Don Jowett                                                                       | 21,8     |
| Bieg na 440 j              | Edwin Carr                                                                 | 47,9     | Leslie Lewis                                                        | 48,0     | David Batten                                                                     | 48,8     |
| Bieg na 880 j              | John Parlett                                                               | 1:53,1   | Jack Hutchins                                                       | 1:53,4   | Bill Parnell                                                                     | 1:53,4   |
| Bieg na 1 milę             | Bill Parnell                                                               | 4:11,0   | Len Eyre                                                            | 4:11,8   | Maurice Marshall                                                                 | 4:13,2   |
| Bieg na 3 mile             | Len Eyre                                                                   | 14:23,6  | Harold Nelson                                                       | 14:27,8  | Anthony Chivers                                                                  | 14:28,1  |
| Bieg na 6 mil              | Harold Nelson                                                              | 30:29,6  | Andrew Forbes                                                       | 30:31,9  | Noel Taylor                                                                      | 30:31,9  |
| Maraton                    | Jack Holden                                                                | 2:32:57  | Syd Luyt                                                            | 2:37:03  | John Clarke                                                                      | 2:39:27  |
| Bieg na 120 j przez płotki | Peter Gardner                                                              | 14,3     | Ray Weinberg                                                        | 14,4     | Tom Lavery                                                                       | 14,6     |
| Bieg na 440 j przez płotki | Duncan White                                                               | 52,5     | John Holland                                                        | 52,7     | Geoff Goodacre                                                                   | 53,1     |
| Sztafeta 4 × 110 j         | Australia · Scotchy Gordon · David Johnson · John Treloar · Bill de Gruchy | 42,2     | Anglia · Brian Shenton · John Archer · Leslie Lewis · Nick Stacey   | 42,5     | Nowa Zelandia · Arthur Eustace · Clem Parker · Kevin Beardsley · Peter Henderson | 42,6     |
| Sztafeta 4 × 440 j         | Australia · Edwin Carr · George Gedge · James Humphreys · Ross Price       | 3:17,8   | Anglia · Derek Pugh · John Parlett · Leslie Lewis · Terence Higgins | 3:19,3   | Nowa Zelandia · David Batten · Derek Steward · John Holland · Jack Sutherland    | 3:20,0   |
| Skok wzwyż                 | John Winter                                                                | 1,98     | Joshua Majekodunmi Alan Paterson                                    | 1,95     |                                                                                  |          |
| Skok o tyczce              | Tim Anderson                                                               | 3,97     | Stan Egerton                                                        | 3,97     | Peter Denton                                                                     | 3,88     |
| Skok w dal                 | Neville Price                                                              | 7,31     | Bevin Hough                                                         | 7,20     | Dave Dephoff                                                                     | 7,08     |
| Trójskok                   | Brian Oliver                                                               | 15,61    | Les McKeand                                                         | 15,28    | Ian Polmear                                                                      | 14,67    |
| Pchnięcie kulą             | Mataika Tuicakau                                                           | 14,64    | Harold Moody                                                        | 13,92    | Leo Roininen                                                                     | 13,68    |
| Rzut dyskiem               | Ian Reed                                                                   | 47,72    | Mataika Tuicakau                                                    | 44,00    | Svein Sigfusson                                                                  | 43,48    |
| Rzut młotem                | Duncan Clark                                                               | 49,94    | Keith Pardon                                                        | 47,83    | Herb Barker                                                                      | 45,62    |
| Rzut oszczepem             | Leo Roininen                                                               | 57,11    | Luke Tunabuna                                                       | 56,02    | Doug Robinson                                                                    | 55,60    |

### Kobiety
| Konkurencja:                    | 1. miejsce                                                                       | Rezultat | 2. miejsce                                                                | Rezultat | 3. miejsce                                                                   | Rezultat |
| Bieg na 100 j                   | Marjorie Jackson                                                                 | 10,8     | Shirley Strickland                                                        | 11,0     | Verna Johnston                                                               | 11,1     |
| Bieg na 220 j                   | Marjorie Jackson                                                                 | 24,3     | Shirley Strickland                                                        | 24,5     | Daphne Robb                                                                  | 24,7     |
| Bieg na 80 m przez płotki       | Shirley Strickland                                                               | 11,6     | June Schoch                                                               | 11,6     | Janet Shackleton                                                             | 11,7     |
| Sztafeta 110-220-110 jardów     | Australia · Marjorie Jackson · Shirley Strickland · Verna Johnston               | 47,9     | Nowa Zelandia · Lesley Rowe · Dorothea Parker · Shirley Hardman           | 48,7     | Anglia · Dorothy Hall · Margaret Walker · Sylvia Cheeseman                   | 50,0     |
| Sztafeta 220-110-220-110 jardów | Australia · Ann Shanley · Marjorie Jackson · Shirley Strickland · Verna Johnston | 1:13,4   | Anglia · Doris Batter · Dorothy Hall · Margaret Walker · Sylvia Cheeseman | 1:17,5   | Kanada · Elaine Silburn · Eleanor McKenzie · Gerry Bemister · Patricia Jones | ??       |
| Skok wzwyż                      | Dorothy Tyler                                                                    | 1,60 =   | Bertha Crowther                                                           | 1,60     | Noelene Swinton                                                              | 1,55     |
| Skok w dal                      | Yvette Williams                                                                  | 5,90     | Judy Canty                                                                | 5,78     | Ruth Dowman                                                                  | 5,74     |
| Rzut oszczepem                  | Charlotte MacGibbon                                                              | 38,84    | Yvette Williams                                                           | 37,96    | Cleone Rivett-Carnac                                                         | 34,43    |

## Tabela medalowa
| Poz. | Państwo             |    |   |    | Łącznie |
| 1.   | Australia           | 15 | 8 | 5  | 28      |
| 2.   | Anglia              | 5  | 7 | 2  | 14      |
| 3.   | Nowa Zelandia       | 2  | 6 | 12 | 20      |
| 4.   | Kanada              | 2  | 6 | 6  | 10      |
| 5.   | Fidżi               | 1  | 2 | 0  | 3       |
| 5.   | Szkocja             | 1  | 2 | 0  | 3       |
| 7.   | Południowa Afryka   | 1  | 1 | 2  | 4       |
| 8.   | Cejlon              | 1  | 0 | 0  | 1       |
| 9.   | Szkocja             | 0  | 2 | 0  | 2       |
| 10.  | Protektorat Nigerii | 0  | 1 | 0  | 1       |